# Abraham van Karnebeek
Abraham Pieter Cornelis van Karnebeek (Amsterdam 14 september 1836 – Den Haag 9 oktober 1925) was een Nederlandse jurist, diplomaat en conservatief-liberaal politicus. Hij was minister van Buitenlandse zaken van 1885 tot 1888. In 1909 werd hij benoemd tot minister van staat.

## Familie
Hij was lid van de familie Van Karnebeek en de schoonzoon van J.J. Rochussen, de neef van J.P.P. van Zuylen van Nijevelt en de vader van H.A. van Karnebeek, die alle drie, net als hij minister van staat waren. In 1873 trouwde hij met Maria Petronella Rochussen, met wie hij twee zoons en drie dochters kreeg.

## Loopbaan
Na zijn rechtenstudie in Utrecht (afgesloten met een proefschrift over internationaal recht) was hij vanaf 1864 als diplomaat in Washington, Londen, Berlijn en Parijs werkzaam. Hij was van 1871 tot 1876 topambtenaar op Buitenlandse Zaken waarna hij te Stockholm weer diplomaat was. Van 1879 tot 1884 was hij commissaris van de Koning in de provincie Zeeland. In het kabinet-Heemskerk (1885-1888) was hij minister van Buitenlandse Zaken. Vanaf 1890 zat hij Tweede Kamer voor het district Rotterdam en later voor Utrecht. Een hoogtepunt in zijn loopbaan was de organisatie (plus vice-voorzitterschap) van de eerste Vredesconferentie van Den Haag in 1899. In 1904 werd hij voorzitter van de Carnegiestichting en bereidde aldus de komst voor van het Vredespaleis. Samen met Tobias Asser zette hij zich in voor de oprichting van de Haagsche Academie voor Internationaal Recht, die in 1914 daadwerkelijk werd opgericht. Tot 1923 zou hij voorzitter van de Carnegiestichting blijven.

## Werkzaamheden
Van Karnebeek leefde in interessante tijden. Hij zat in Washington tijdens de Amerikaanse Burgeroorlog. Hij maakte de Frans-Duitse Oorlog, de Commune in Parijs en de Duitse eenwording mee. Hij was topambtenaar op Buitenlandse Zaken toen Nederland ondanks felle protesten van de rooms-katholieken zijn gezant in het Vaticaan terugriep. Hij was minister tijdens de eerste Boerenoorlog, waarin Nederland de Zuidafrikaanse zijde koos. De 41 jaar durende koloniale Atjehoorlog werd tijdens zijn carrière gevoerd. Verder had hij veel werk aan de Nederlandse grondwetsherziening van 1887.
De Van Karnebeek bron, een Haags monument uit 1915 dat herinnert aan de oprichting van het Vredespaleis, is naar hem genoemd.
- Biografisch Portaal: 01214269
- Digitale Bibliotheek voor de Nederlandse Letteren: karn001
- International Standard Name Identifier: 0000 0003 9650 8484
- Nederlandse Thesaurus van Auteursnamen: 072060328
- Parlement.com: vg09ll25ddpy
- Virtual International Authority File: 291467471
- WorldCat: E39PBJrRfbXmbJh636MQVtkVYP